# Ulrike Trebesius

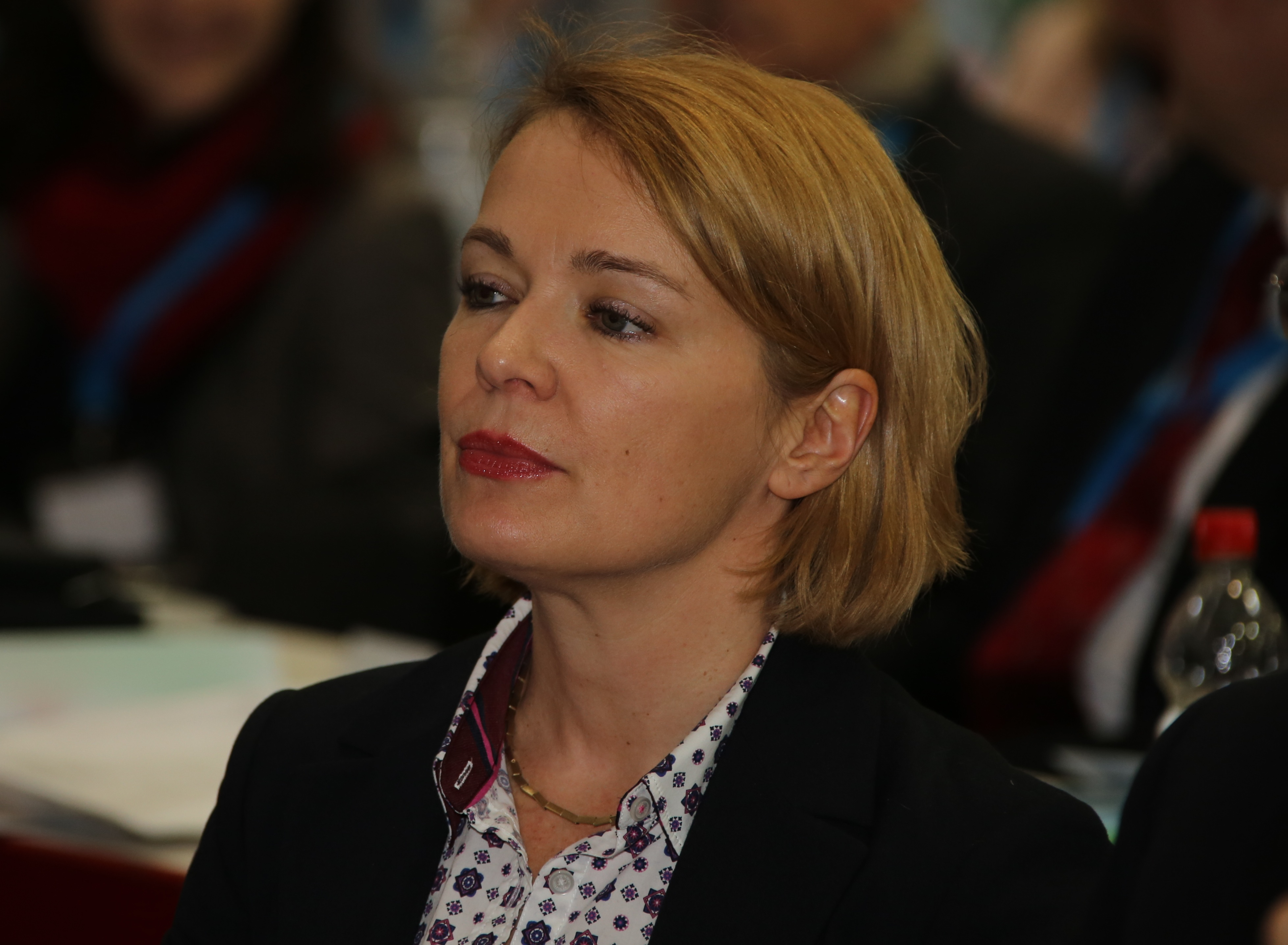
Ulrike Trebesius (2014)

Ulrike Trebesius (* 17. April 1970 in Halle (Saale)) ist eine ehemalige deutsche Politikerin. Von 2013 bis 2015 war sie Mitglied der AfD und Sprecherin des Landesverbandes Schleswig-Holstein. Danach war sie an der Gründung der Partei Allianz für Fortschritt und Aufbruch im Juli 2015 beteiligt. Bis zum 4. Juni 2016 war sie Generalsekretärin, danach bis November 2016 Bundesvorsitzende der Partei, die sich im selben Monat in Liberal-Konservative Reformer (LKR) umbenannte. Im September 2018 trat sie aus den LKR aus. Seit 2020 ist sie Mitglied der CDU. Trebesius war von 2014 bis 2019 Mitglied des Europäischen Parlaments.

## Leben
Trebesius wuchs in der DDR auf und nahm nach eigenen Angaben im Herbst 1989 an Montagsdemonstrationen teil. Sie absolvierte von 1988 bis 1991 ein Studium des Bauingenieurwesens an der Ingenieurschule für Bauwesen und Ingenieurpädagogik Magdeburg, das sie als Diplom-Ingenieurin (FH) beendete.
Danach war Trebesius als Planerin und Konstrukteurin in einem Ingenieurbüro in Hamburg tätig. 1992/93 war sie Dozentin an der Technischen Fachschule Heinze, danach technische Assistentin in einem Bauunternehmen in Norderstedt. Ab 1995 war sie im Vertrieb des finnischen Möbelherstellers Martela Oy tätig und von 2002 bis 2004 technische Assistentin in einer Firma in Elmshorn. 2005 wurde sie Planerin in einem Ingenieurbüro in Henstedt-Ulzburg. Bis 2014 war sie als Konstrukteurin in einem mittelständischen Unternehmen in Elmshorn tätig.
Trebesius ist mit einem Hamburger Bauunternehmer verheiratet und hat eine Tochter. Sie lebt in Hamburg.

## Politik

### Partei
Trebesius wurde bei der Gründung des Landesverbandes Schleswig-Holstein der Alternative für Deutschland im April 2013 zur Sprecherin gewählt. Sie kandidierte erfolglos als Spitzenkandidatin ihres Landesverbandes bei der Bundestagswahl 2013. Als Direktkandidatin für den Bundestagswahlkreis Steinburg – Dithmarschen Süd (Wahlkreis 3) erreichte sie 3,6 Prozent der Erststimmen. Trebesius wurde dann aufgrund der Entwicklung der Partei im Sommer 2015 Vorsitzende des Vereins Weckruf 2015. Dieser sollte die Partei als sachlich-konstruktiv sowohl mit konservativen als auch liberalen und sozialen Wertvorstellungen bewahren. Nach dem Bundesparteitag in Essen trat sie aus der Partei aus. Auf dem Gründungsparteitag der Allianz für Fortschritt und Aufbruch (ALFA) im Juli 2015 wurde sie zur Generalsekretärin gewählt. Nach dem Bundesparteitag 2016 wurde sie die neue Vorsitzende der Partei und damit Nachfolgerin von Bernd Lucke. Im November 2016 erklärte sie nach Angaben der Partei aus privaten Gründen ihren Rückzug vom Vorsitz. Im September 2018 trat sie aus der LKR-Partei aus. Im September 2020 trat sie, mittlerweile in Hamburg lebend, in die dortige CDU ein.

### Abgeordnete des Europäischen Parlaments
Bei der Europawahl in Deutschland 2014 wurde sie auf Listenplatz 6 der AfD zum Mitglied des Europäischen Parlaments gewählt. Dort war sie Mitglied des Ausschusses für Beschäftigung und soziale Angelegenheiten (EMPL) und stellvertretendes Mitglied im Ausschuss für Binnenmarkt und Verbraucherschutz (IMCO). Sie schied nach der Europawahl in Deutschland 2019 aus dem Parlament aus.